# Dino Formaggio
Dino Formaggio (Milano, 28 luglio 1914 – Illasi, 6 dicembre 2008) è stato un filosofo e critico d'arte italiano.

## Biografia
Nato a Milano nel 1914, iniziò giovanissimo a lavorare in fabbrica quando, a soli dodici anni, trovò impiego alla Brown Boveri di Milano. Ben presto però la sua indole portata allo studio, supportata da una vivace intelligenza, lo spronò a iscriversi alle scuole serali.
Quest'esperienza, che accomunava lo studio al lavoro, dura ma anche formativa (nel frattempo aveva cambiato lavoro, passando alle Orologerie Binda per avere più tempo libero da dedicare allo studio), acuì sempre più la sua sensibilità verso i problemi sociali, che costituiranno in seguito, anche quando diventerà professore di liceo al Manzoni di Milano e poi incaricato di Estetica presso l'Università di Pavia, il soggetto prevalente del suo percorso culturale, sia filosofico che umano.
Ottenuto il diploma di maestro elementare nel 1933, venne trasferito a Motta Visconti, nello stesso istituto dove alcuni anni prima aveva insegnato la poetessa Ada Negri. Pur insegnando, proseguì gli studi iscrivendosi all'Università Statale di Milano, dove si laureò nel 1938, relatore il professor Antonio Banfi, discutendo una tesi dal titolo Fenomenologia dell'arte, rapporto tra arte e tecnica nelle estetiche europee contemporanee, avveniristica per quei tempi, incentrata com'era sul tema della tecnica artistica. Fu legato da un'intensa amicizia con la poetessa Antonia Pozzi.

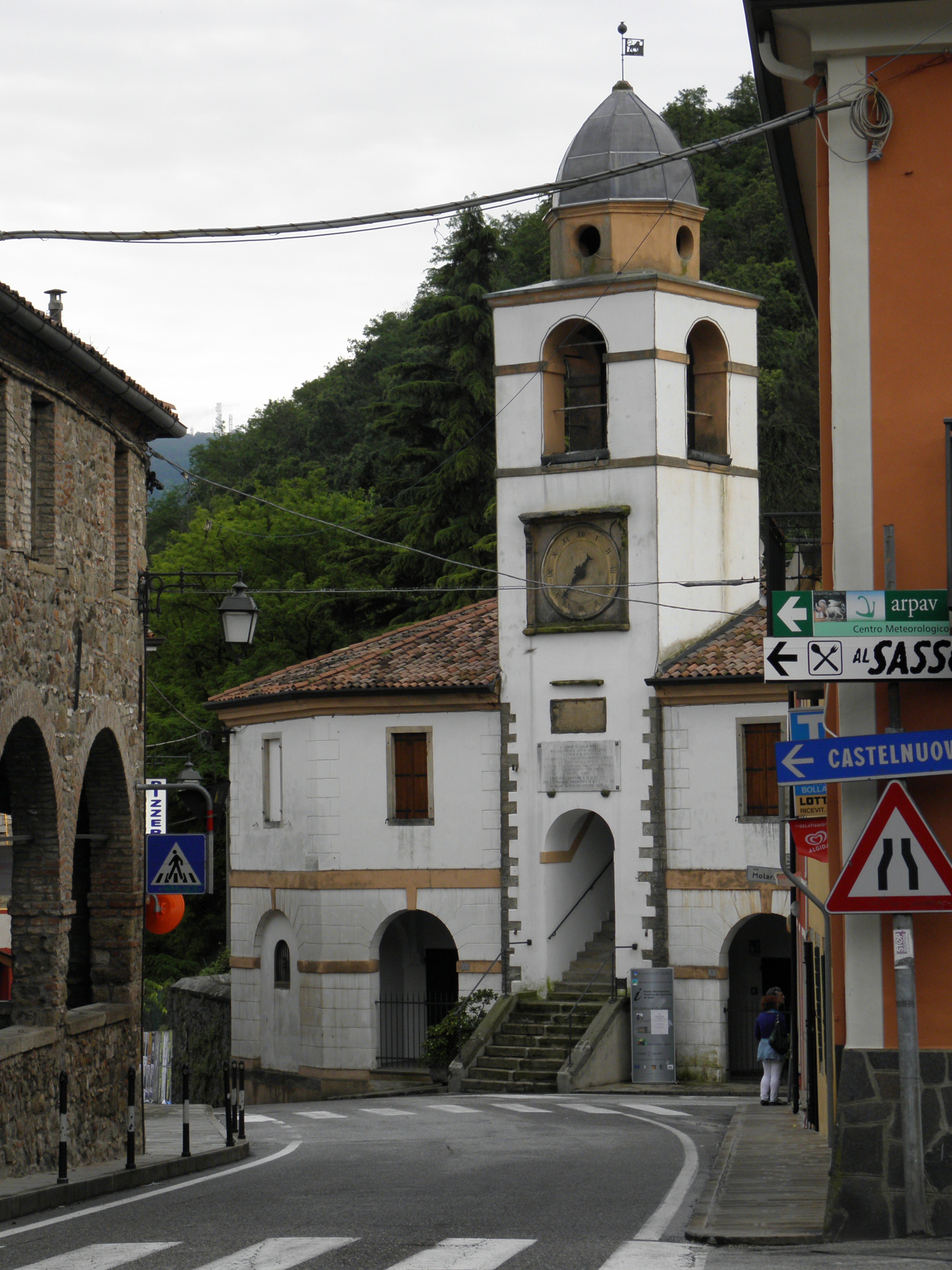
Teolo: la sede del Museo di arte contemporanea Dino Formaggio.

Nei primi anni del dopoguerra, dopo aver partecipato attivamente alla lotta partigiana, Dino Formaggio entrò a far parte dell'Università Statale di Milano come assistente alla cattedra di Estetica. Collaborò anche alla rivista Studi filosofici e pubblicò alcuni saggi, come  Fenomenologia della tecnica artistica, riprendendo e ampliando la sua tesi di laurea. In virtù di questa pubblicazione, si aggiudicò l'incarico alla cattedra di Estetica di Pavia.
Formaggio si trasferì in Veneto nel 1963, dopo aver vinto il concorso a cattedra quale Professore ordinario d'Estetica presso l'Università di Padova, tra il 1966 ed il 1978, un periodo molto difficile per tutto il mondo accademico italiano e in modo particolare per quello di Padova a causa delle forti tensioni causate dalla rivolta studentesca prima, e dal nascente terrorismo armato poi, assumendo dapprima l'incarico di preside della Facoltà di Magistero e poi quella di pro-rettore. Tra i suoi allievi padovani vi furono Massimo Cacciari e Giangiorgio Pasqualotto.
Dal 1979 al 1984 ricoprì la cattedra di Estetica presso l'Università Statale di Milano, della quale fu poi professore emerito. Tra i suoi allievi figurano Massimo Cacciari, Elio Franzini e Pierluigi Panza.  Nel 1995 gli allievi pubblicarono un libro in suo onore Il canto di Seikilos. Scritti per Dino Formaggio.
Nel 1996 gli fu conferito il premio Lion d’Or International 1996 nell'arena romana di Nîmes per le pubblicazioni di filosofia e il suo impegno civile. Morì a Illasi, in provincia di Verona, a novantaquattro anni, nel 2008.
A Teolo, comune della provincia di Padova, gli è stato dedicato il Museo di arte contemporanea Dino Formaggio, la cui nascita nel 1993 è stata resa possibile da alcune donazioni all'ente effettuate grazie al suo interessamento, e la cui collezione comprende opere di autori del XIX e del XX secolo quali Dino Lanaro, Aligi Sassu, Medardo Rosso e Renato Birolli.

## Biblioteca personale
Il Fondo librario Dino Formaggio è stato donato dagli eredi alla Biblioteca di Filosofia dell'Università degli Studi di Milano nel 2016 ed è costituito dalla consistente biblioteca filosofica di studio (oltre 2200 volumi) del pensatore. Il fondo è stato recentemente catalogato ed è ora disponibile alla consultazione e in parte, al prestito. Tutti i volumi sono stati associati al possessore, riportano lo stato della copia e segnalano la presenza di note, commenti, dediche, firme autografe. Sono in fase di catalogazione i periodici.

## Opere
- Fenomenologia nella tecnica artistica.[collegamento interrotto] Nuova prefazione di Gabriele Scaramuzza. Edizione digitale a cura di Simona Chiodo (1953);
- Piero della Francesca (1957);
- Il Barocco in Italia (1961);
- L’idea di artisticità (1961);
- Arte (1973);
- La morte dell'arte e dell'estetica (1983);
- Van Gogh in cammino (1986);
- I giorni dell’arte (1991);
- Problemi di estetica (1991);
- Separatezza e dominio (1994);
- Filosofi dell’arte del Novecento (1996).